# Guido Azevedo
Guido Azevedo (12 de maio de 1940 - São Paulo, 25 de maio de 2010) foi um advogado e político sergipano que presidiu a Assembléia Estadual Constituinte em Sergipe. Advogado da classe pobre e operária, beneficiou milhares de pessoas pelo benefício da justiça gratuita, antes da criação da Defensoria Pública do Estado. Iniciou a vida política ainda como estudante secundarista no Colégio Atheneu Sergipense, sendo presidente da USES. Ingressou na antiga Faculdade de Direito (hoje Universidade Federal de Sergipe - UFS), tendo também atuado no movimento estudantil.
Guido nasceu em Neópolis - Sergipe, em 12 de maio de 1940, filho de Anisio Azevedo e Jocabed Lima Azevedo, cursou o primário no Educandário Menino Jesus, o ginasial e o clássico no Colégio Estadual Atheneu Sergipense. Ingressou na Faculdade de Direito e graduou-se em 1964, sendo o orador da turma. Além de advogado foi Promotor Público Substituto da Comarca de Itaporanga D'Ajuda e Professor de História do Brasil da Escola de Comércio de Sergipe. Militando na oposição às oligarquias sergipanas, fundou junto a José Carlos Teixeira e outros nomes, o partido MDB em Sergipe, candidatando-se à vereador, foi eleito o mais votado, tendo cumprido mandato de 1967 a 1970. Foi deputado estadual em cinco legislaturas, de 1970 a 1990. Foi Presidente da Assembléia Legislativa e Presidente da Assembléia Estadual Constituinte. Também ocupou o cargo de Secretário de Estado da justiça de Sergipe.
Em vida, recebeu várias comendas, entre elas: Ordem do Mérito Parlamentar, da Assembléia Legislativa do Estado de Sergipe, Ordem do Mérito Serigy - Grande Oficial, Grande Medalha da Inconfidência - Estado de Minas Gerais
Faleceu na cidade de São Paulo, em 25 de maio de 2010,

## Homenagem
Empresta seu nome à Medalha do Mérito Jurídico "Deputado Guido Azevedo", instituída pela Assembleia Legislativa de Sergipe com o fim de galardoar pessoas e instituições que tenham se destacado no âmbito da ciência jurídica.